# Critics' Choice Movie Award du meilleur scénario adapté
 
Le Critics' Choice Movie Award du meilleur scénario adapté (Broadcast Film Critics Association Award for Best Adapted Screenplay) est une récompense décernée aux professionnels de l'industrie du cinéma américain par le jury de la Broadcast Film Critics Association depuis 1996.

## Palmarès

### Années 1990
De 1996 à 1997 : Meilleur scénario.
- 1996 : Raison et Sentiments (Sense and Sensibility) - Emma Thompson
- 1997 : Le Patient anglais (The English Patient) - Anthony Minghella

De 1998 à 2001 : Meilleur scénario original et Meilleur scénario adapté.
- 1998 : L.A. Confidential - Curtis Hanson et Brian Helgeland
- 1999 : Un plan simple (A Simple Plan) - Scott Smith

### Années 2000
- 2000 : La Ligne verte (The Green Mile) - Frank Darabont
- 2001 : Traffic - Stephen Gaghan

De 2002 à 2009 : Meilleur scénariste.
- 2002 : Memento - Christopher Nolan
  - Un homme d'exception (A Beautiful Mind) - Akiva Goldsman
  - The Barber - Joel et Ethan Coen

- 2003 : Adaptation et Confessions d'un homme dangereux (Confessions of a Dangerous Mind) - Charlie Kaufman
  - Monsieur Schmidt (About Schmidt) - Alexander Payne et Jim Taylor
  - Mariage à la grecque (My Big Fat Greek Wedding) - Nia Vardalos

- 2004 : In America - Jim Sheridan, Kirsten Sheridan et Naomi Sheridan
  - Big Fish - John August
  - Lost in Translation - Sofia Coppola
  - Mystic River - Brian Helgeland
  - Pur Sang, la légende de Seabiscuit (Seabiscuit) - Gary Ross

- 2005 : Sideways - Alexander Payne et Jim Taylor
  - Dr Kinsey (Kinsey) - Bill Condon
  - Eternal Sunshine of the Spotless Mind - Charlie Kaufman
  - Aviator (The Aviator) - John Logan
  - Neverland - David Magee

- 2006 : Collision (Crash) - Paul Haggis et Bobby Moresco
  - Les Berkman se séparent (The Squid and the Whale) - Noah Baumbach
  - Good Night and Good Luck - George Clooney et Grant Heslov
  - Truman Capote (Capote) - Dan Futterman
  - Le Secret de Brokeback Mountain (Brokeback Mountain) - Larry McMurtry et Diana Ossana

- 2007 : Little Miss Sunshine - Michael Arndt
  - Babel - Guillermo Arriaga
  - Little Children - Todd Field et Tom Perrotta
  - L'Incroyable Destin de Harold Crick (Stranger than Fiction) - Zach Helm
  - Les Infiltrés (The Departed) - William Monahan
  - The Queen - Peter Morgan

- 2008 : Juno - Diablo Cody
  - No Country for Old Men - Joel et Ethan Coen
  - Michael Clayton - Tony Gilroy
  - Une fiancée pas comme les autres (Lars and the Real Girl) - Nancy Oliver
  - Into the Wild - Sean Penn
  - La Guerre selon Charlie Wilson (Charlie Wilson's War) - Aaron Sorkin

- 2009 : Slumdog Millionaire - Simon Beaufoy
  - Harvey Milk (Milk) - Dustin Lance Black
  - Frost/Nixon - Peter Morgan
  - L'Étrange Histoire de Benjamin Button (The Curious Case of Benjamin Button) - Eric Roth
  - Doute (Doubt) - John Patrick Shanley

### Années 2010
Depuis 2010 : Meilleur scénario original et Meilleur scénario adapté.
- 2010[1] : In the Air (Up in the Air) - Jason Reitman et Sheldon Turner
  - Fantastic Mr. Fox - Wes Anderson et Noah Baumbach
  - District 9 - Neill Blomkamp et Terri Tatchell
  - Precious (Precious: Based on the Novel "Push" by Sapphire) - Geoffrey Fletcher
  - A Single Man - Tom Ford et David Searce
  - Une éducation (An Education) - Nick Hornby

- 2011[1] : The Social Network - Aaron Sorkin
  - 127 Heures (127 Hours) - Danny Boyle et Simon Beaufoy
  - The Town - Ben Affleck, Peter Craig et Sheldon Turner
  - Toy Story 3 - Michael Arndt
  - True Grit - Joel et Ethan Coen
  - Winter's Bone - Debra Granik et Anne Rosellini

- 2012[2] : Le Stratège (Moneyball) - Steven Zaillian et Aaron Sorkin
  - The Descendants - Alexander Payne, Nat Faxon et Jim Rash
  - Extrêmement fort et incroyablement près (Extremely Loud and Incredibly Close) - Eric Roth
  - La Couleur des sentiments (The Help) - Tate Taylor
  - Hugo Cabret (Hugo)  - John Logan

- 2013[3] : Lincoln – Tony Kushner
  - Argo – Chris Terrio
  - Happiness Therapy (Silver Linings Playbook) – David O. Russell
  - Le Monde de Charlie (The Perks of Being a Wallflower) – Stephen Chbosky
  - L'Odyssée de Pi (Life Of Pi) – David Magee

- 2014[4] : Twelve Years a Slave – John Ridley
  - Before Midnight – Richard Linklater, Ethan Hawke et Julie Delpy
  - Capitaine Phillips (Captain Phillips) – Billy Ray
  - Le Loup de Wall Street (The Wolf of Wall Street) – Terence Winter
  - Philomena –  Steve Coogan et Jeff Pope
  - Un été à Osage County (August: Osage County) – Tracy Letts

- 2015[5] : Gone Girl – Gillian Flynn
  - Inherent Vice – Paul Thomas Anderson
  - Invincible (Unbroken) – Joel et Ethan Coen, Richard LaGravenese et William Nicholson
  - Imitation Game (The Imitation Game) – Graham Moore
  - Une merveilleuse histoire du temps (The Theory of Everything) – Anthony McCarten
  - Wild – Cheryl Strayed et Nick Hornby

- 2016 : The Big Short : Le Casse du siècle (The Big Short) – Adam McKay et Charles Randolph
  - Brooklyn – Nick Hornby
  - Seul sur Mars (The Martian) – Drew Goddard
  - Room – Emma Donoghue
  - Steve Jobs – Aaron Sorkin

- 2017 : Premier Contact (Arrival) – Eric Heisserer
  - Lion – Luke Davies
  - Nocturnal Animals – Tom Ford
  - Sully – Todd Komarnicki
  - Les Figures de l'ombre (Hidden Figures) – Allison Schroeder et Theodore Melfi
  - Fences – August Wilson

- 2018 : Call Me by Your Name – James Ivory
  - The Disaster Artist – Scott Neustadter et Michael H. Weber
  - Mudbound – Dee Rees et Virgil Williams
  - Le Grand Jeu (Molly's Game) – Aaron Sorkin
  - Wonder – Jack Thorne, Steve Conrad et Stephen Chbosky

- 2019 : Si Beale Street pouvait parler (If Beale Street Could Talk) – Barry Jenkins
  - Black Panther – Joe Robert Cole et Ryan Coogler
  - Can You Ever Forgive Me? – Nicole Holofcener et Jeff Whitty
  - A Star Is Born – Bradley Cooper, Eric Roth et Will Fetters
  - First Man : Le Premier Homme sur la Lune (First Man) – Josh Singer
  - BlacKkKlansman : J'ai infiltré le Ku Klux Klan (BlacKkKlansman) – Spike Lee, David Rabinowitz, Charlie Wachtel et Kevin Willmott

### Années 2020
- 2020 : Les Filles du docteur March (Little Women) – Greta Gerwig
  - Un ami extraordinaire (A Beautiful Day in the Neighborhood) – Micah Fitzerman-Blue et Noah Harpster
  - Les Deux Papes (The Two Popes) – Anthony McCarten
  - Joker – Todd Phillips et Scott Silver
  - Jojo Rabbit – Taika Waititi
  - The Irishman – Steven Zaillian

- 2021 : Chloé Zhao pour Nomadland
  - Luke Davies et Paul Greengrass pour La Mission (News of the World)
  - Christopher Hampton et Florian Zeller pour The Father
  - Kemp Powers pour One Night in Miami
  - Jonathan Raymond et Kelly Reichardt pour First Cow
  - Ruben Santiago-Hudson pour Le Blues de Ma Rainey (Ma Rainey's Black Bottom)

- 2022 : Jane Campion pour The Power of the Dog
  - Maggie Gyllenhaal pour The Lost Daughter
  - Sian Heder pour Coda
  - Tony Kushner pour West Side Story
  - Eric Roth, Jon Spaihts et Denis Villeneuve pour Dune

- 2023 : Sarah Polley – Women Talking
  - Samuel D. Hunter – The Whale
  - Kazuo Ishiguro – Vivre
  - Rian Johnson – Glass Onion : Une histoire à couteaux tirés
  - Rebecca Lenkiewicz – She Said

- 2024 : Cord Jefferson – Fiction à l'américaine (American Fiction)
  - Kelly Fremon Craig – Dieu, tu es là ? C'est moi, Margaret (Are You There God? It's Me, Margaret.)
  - Andrew Haigh – Sans jamais nous connaître (All of Us Strangers)
  - Tony McNamara – Pauvres Créatures (Poor Things)
  - Christopher Nolan – Oppenheimer
  - Eric Roth et Martin Scorsese – Killers of the Flower Moon

- 2025 : Peter Straughan pour Conclave
  - Jacques Audiard pour Emilia Pérez
  - Winnie Holzman et Dana Fox pour Wicked
  - Greg Kwedar et Clint Bentley pour Sing Sing
  - RaMell Ross et Joslyn Barnes pour Nickel Boys
  - Denis Villeneuve et Jon Spaihts pour Dune, deuxième partie (Dune: Part Two)